# 黒門 (トールキン)
黒門（Black gate）は、J・R・R・トールキンの『指輪物語』に登場する、冥王サウロンの国モルドールの北を守護する要塞である。シンダール語ではモランノン（Morannon）。

## 形状・地理
モルドールの西側にはエフェル・ドゥアス（影の山脈）、北側にはエフェル・リスイ（灰の山脈）が存在しており、この二つの山脈の北方部分は深く狭い隘路となっていた。ここは幽霊峠（キリス・ゴルゴル）とよばれモルドールに入国できる北方の入り口となっていた。この開口部には切り立った丘が二つありその上には塔がそびえ立ち、塔の間は石の塁壁と鉄の門が築かれていた。丘の下はどちらも幾つも穴が穿たれており、そこにはオークの大軍が潜んでいる。ここを通り抜けるにはサウロンに呼ばれたものか、黒門を抜けるための秘密の合言葉を知っているものでない限り、不可能に等しい。

## 歴史
黒門は元来、サウロンによって幽霊峠の開口部の断崖から断崖にかけて、石の塁壁と鉄の門が築かれただけのものであったが、エルフと人間の最後の同盟に敗北した後、打ち捨てられたモルドールを見張る為に、ドゥーネダインによって守備のための塔が二つ両脇の丘の上に建造された。だが時代が下りゴンドールの国力が衰えてくると、黒門は放置されるようになり、やがて密かに帰還してきたサウロンの下僕の手に落ちた。
第三紀3019年、指輪所持者であるフロド・バギンズと従者サムワイズ・ギャムジー、そしてゴラムがモルドールへ入る道を求めてここにたどり着いた時には既に、無言の圧力と視線を持ったモルドール防衛の要と化していた。黒門は両脇に二つの歯の塔であるナルホスト（Narchost　「炎の歯」の意）とカルホスト（Carchost　「牙の塔」の意）を持った、三つのアーチ扉のあるただ一つの巨大な鉄の門であった。ここを突破するのは難しいと考えたフロド達一行はゴラムの説得により、キリス・ウンゴルの方へと迂回することとなる。
その後には西軍の陽動作戦のための総攻撃と、それを迎え撃つモルドール軍による黒門の戦いの舞台となり、この戦いの最中に指輪所持者の使命は達成された。一つの指輪が破壊されると同時に黒門も歯の塔も共に崩壊した。

## 派生作品
ピーター・ジャクソンの映画では石の塁壁も両脇の丘もなく、断崖から断崖にかけて、ナルホストとカルホストの間全てが巨大な鉄の門という形になっている。またコメンタリーでは塔も門もゴンドール製で、それをモルドールが接収した後にモルドール式に改変したということになっている。門がモルドール側から見て防備に不適な外開きなのも、本来はゴンドール側の門故である。